# Катеринюк Михайло Васильович
Миха́йло Васи́льович Катериню́к (нар. 22 вересня 1946, Хлівище) — український майстер декоративно-ужиткового мистецтва; член Спілки радянських художників України з 1971 року. Заслужений майстер народної творчості УРСР з 1968 року.

## Освіта
Народився 22 вересня 1946 року в селі Хлівищі (нині Чернівецький район Чернівецької області, Україна). Упродовж 1961—1964 років навчався на відділенні столярів-червонодеревників Чернівецького художнього професійно-технічного училища, був учнем Володимира Курова.
Працював на Чернівецькому художньо-виробничому комбінаті. Мешкає у Чернівцях в будинку на вулиці Пилипа Орлика, № 9.

## Творчість
Працює у галузях художньої обробки дерева і металу. Серед робіт:
- виконані рельєфною різьбою на дереві панно «Народний месник», «Гомін гуцулів» (1967), «Цимбаліст» (2005), декоративна тарілка «Танець лісорубів» (1969);
- виконані карбуванням на латуні, міді, алюмінії роботи «Легенда Карпат» (1969), «Танець дружби» (1969), «Черемош» (1970), «Господар Карпат» (1970), «Троїста музика» (1971).

Автор великого панно «Навіки разом» (карбування на алюмінії), присвяченого 30-річчю возз'єднання Північної Буковини з Україною (встановлено на площі міста Чернівців).
Учасник всеукраїнських та всесоюзних мистецьких виставок з 1967 року. Персональна виставка відбулася у Чернівцях у 1971, 2011 роках. 1970 року нагороджений Золотою медаллю Всеукраїнського конкурсу самодіяльного мистецтва (за твір «Черемош»).
Окремі вироби зберігаються у Чернівецьких художньому і краєзнавчому музеях, зокрема у Чернівецькому художньому музеї зберігається 8 творів майстра, серед яких: декоративні пласти «Буря», «Купальський мотив», таріль декоративний «Танець лісорубів», панно «Ранок», «Опришки», «Гуцульський гомін», декоративний рельєф «Голова гуцула».